# 多比
多比（英語：Dobby，？年6月28日－1998年3月？日）是英國作家J·K·羅琳的奇幻小說《哈利波特》系列中的虛構角色。牠首次出現於中，是服務馬份家族的家庭小精靈，其生性喜好自由並曾多次阻止哈利·波特回到霍格華茲；後來多比在哈利的協助下被釋放。這一壯舉讓哈利獲得多比不朽的忠誠，正如多比所說：「哈利·波特讓多比自由了！」，讓多比願意不惜一切代價保護哈利，最終使牠死於貝拉·雷斯壯之手。
在2018年5月的「霍格華茲大戰紀念日」之時，小說作者J·K·羅琳於個人推特上為「賜死」多比而致歉。

## 相關情節

### 《消失的密室》
多比於小說《消失的密室》首度登場。多比為了讓哈利·波特遠離危險，千方百計地阻止哈利回到霍格華茲，例如用魔法封鎖9¾月台的隱藏入口。後來，多比在一場魁地奇比賽中向搏格施咒，讓搏格追逐哈利，希望能傷害哈利、讓他被送回家中，但是搏格只折斷了哈利的手臂。多比甚至不惜違反家庭小精靈的規矩，洩露主人的秘密。
多比透露，當被奴役的家庭小精靈獲得主人送的衣物時，就會獲得自由。當哈利從密室回來，發現多比就是馬份家的小精靈時，哈利使計讓魯休思·馬份把襪子送給多比，成功讓牠離開馬份家族成為自由的小精靈，此舉讓哈利獲得了多比永恆的忠誠，多比因此十分尊敬哈利，並願意不惜一切代價保護哈利的安全，正如他所說：「哈利波特讓多比自由了！」

### 《火盃的考驗》
多比已經是一位自由的家庭小精靈了，但因為沒有巫師願意花錢聘用一個自由的小精靈，因此牠在獲得自由後兩年一直找不到工作，後來鄧不利多讓多比還有被柯羅奇驅逐的家庭小精靈眨眨獲得有薪的職位，到霍格華茲的廚房跟其他小精靈一同工作。多比很快成為了唯一打掃葛萊分多公共休息室的家庭小精靈。
多比從穆敵教授（實際為小巴堤·柯羅奇假冒）的口中聽見了三巫鬥法大賽第二項任務的內容，於是牠偷了魚鰓草給哈利，讓他能順利完成任務。

### 《鳳凰會的密令》
多比於《鳳凰會的密令》裡出現，多比向哈利展示了隱藏的萬應室，讓哈利將萬應室用於鄧不利多的軍隊的會議，並趕在桃樂絲·恩不里居發現眾人之前搶先一步向他們通風報信，警告他們及時逃離萬應室。

### 《混血王子的背叛》
當哈利派遣多比跟其他家庭小精靈一起到霍格華茲的廚房工作時，哈利委託多比看著其同伴怪角，後來哈利指派兩人跟隨跩哥·馬份。

### 《死神的聖物》
多比於《死神的聖物》裡最後一次出現。當哈利在天狼星的鏡子裡看著自己的眼睛，來向阿波佛·鄧不利多尋求協助後，阿波佛便派遣多比前往馬份莊園協助並營救哈利與受困的眾人，然而牠卻在利用消影術的過程中被食死人貝拉·雷斯壯以飛刀刺中而被殺害。牠死前還唸著哈利·波特的名字作遺言。多比在去世後，哈利希望以人類的方式埋葬多比，後來哈利等三人在比爾與花兒的家——位於貝殼居不遠處的小山丘上把多比埋葬，墓碑上刻著的墓誌銘寫道：「多比，一位自由的家庭小精靈，在此長眠」。

## 電影
多比的名字源於英國民間傳說中的一種生物，這種生物很會做家事，而且對孩子很友善，就像多比這個角色一樣。在至的改編電影裡，多比一角由陶比·瓊斯配音。和兩部電影中，多比於原著小說裡的幫助都改由奈威·隆巴頓完成。

## 評價
《IGN》把多比列於他們的「哈利波特的頂級人物」排名第24位，其去世被描述為「該系列其中一個最感人的時刻」。在《NextMovie.com網站》所作的哈利波特電影超級投票中，多比獲選為該系列中最受歡迎的魔法生物位列榜首。《帝國雜誌》選出的25名最偉大的《哈利波特》人物中，多比排名第九位。
2015年媒體報導，一些參觀倫敦華納兄弟工作室之旅的《哈利波特》書迷會把襪子留在多比的雕像旁，以象徵讓多比「獲得自由」。

## 外部連結
- 互联网电影数据库上多比的资料（英文）
- 多比 （页面存档备份，存于）在哈利波特維基上的條目（英文）
- 多比 （页面存档备份，存于）在哈利波特辭典上的資料（英文）